# Bernd Flessner (Windsurfer)

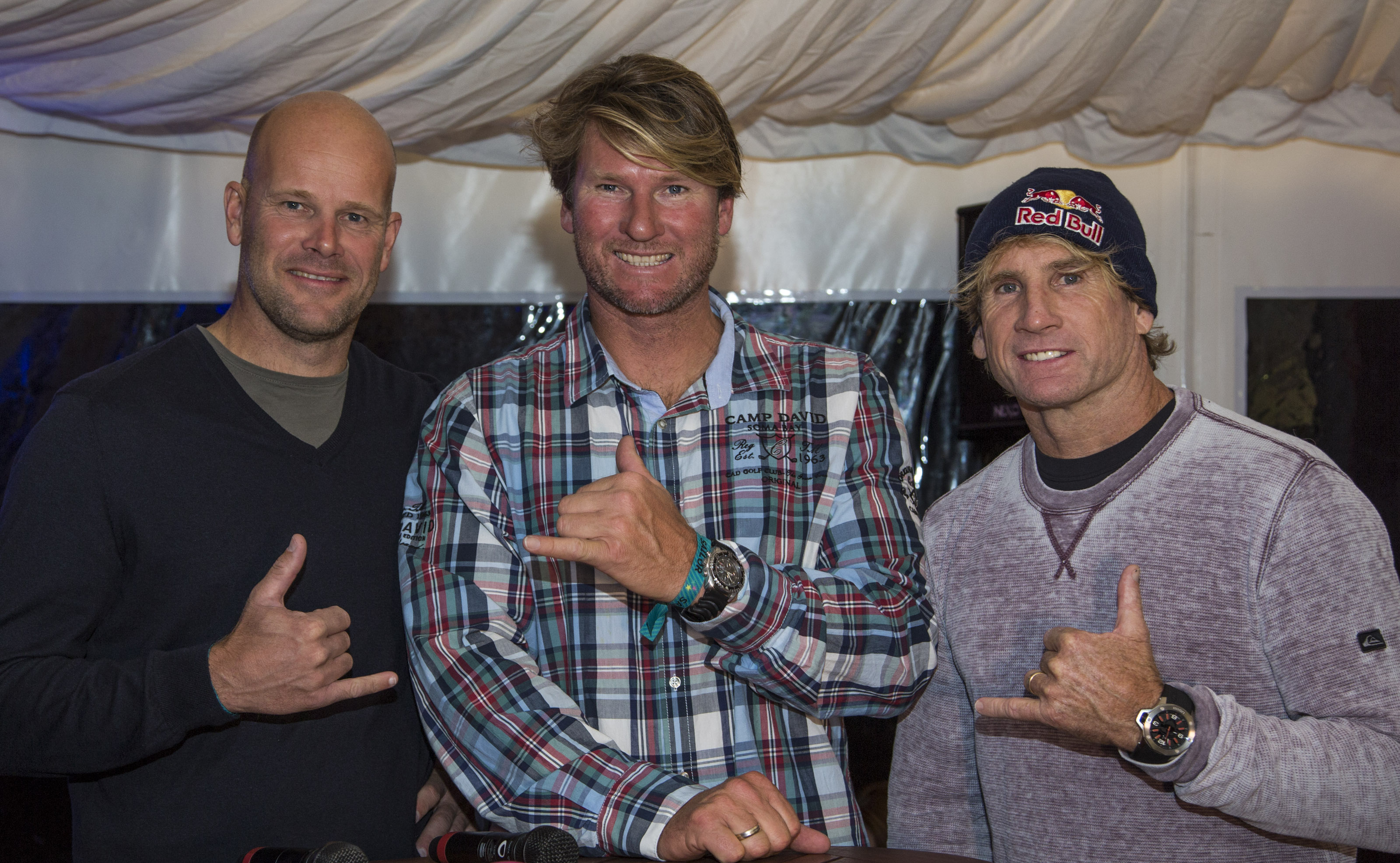
Bernd Flessner (links) beim Windsurf World Cup Sylt mit Bjørn Dunkerbeck (Mitte) und Robby Naish, 2013

Bernd Flessner (* 30. Mai 1969 auf Norderney) ist der erfolgreichste deutsche Windsurfprofi.
Von 1995 bis 2011 war er durchgehend Deutscher Meister im Windsurfen. Nach dem Windsurf World Cup Sylt beendete er im Herbst 2013 seine Karriere nach 26 Jahren als Profi und seiner 25. Teilnahme am World Cup Sylt. Auf Sylt gewann er 1992 seine erste Deutsche Meisterschaft. Er ist 1,90 m groß und verwendet die Segelnummer G-16. Nach seiner Karriere arbeitet er bis heute als Markenbotschafter für Mercedes-Benz, Robinson und BenQ. 2019 war er offizieller Botschafter der DGzRS (Deutsche Gesellschaft zur Rettung Schiffbrüchiger).

## Erfolge
- 16 × Deutscher Meister Overall[2]
- 39 × Deutscher Meister in den Einzeldisziplinen
- IFCA Slalomweltmeister, 2009
- IFCA Slalomeuropameister Master, 2009
- IFCA Slalomweltmeister, 2011
- 1. Platz Serienboard W.M. Norderney, 1996
- 12 Jahre unter den Top Ten der PBA- und der PWA-Weltrangliste
- 3 × Gewinner W.C. Barbados
- 1 × Gewinner W.C. Kapstadt
- 5. Platz der Weltrangliste Overall, 1996
- 4. Platz der Weltrangliste Wave, 1996
- 4 × Teamweltmeister PBA-PWA

Im August 2011 surfte Bernd Flessner in 4 Stunden 140 Kilometer quer durch die Deutsche Bucht von Norderney nach Sylt.